# Habry
Habry é uma cidade checa localizada na região de Vysočina, distrito de Havlíčkův Brod.